# NGC 1567
NGC 1567 est une vaste galaxie elliptique située dans la constellation du Burin. Sa vitesse par rapport au fond diffus cosmologique est de 4 613 ± 19 km/s, ce qui correspond à une distance de Hubble de 68,0 ± 4,8 Mpc (∼222 millions d'al). NGC 1567 a été découverte par l'astronome britannique John Herschel en 1885.

## Caractéristiques
Sa vitesse par rapport au fond diffus cosmologique est de 4 613 ± 19 km/s, ce qui correspond à une distance de Hubble de 68,0 ± 4,8 Mpc (∼222 millions d'al).
À ce jour, une mesure non basée sur le décalage vers le rouge (redshift) donne une distance d'environ 64,000 Mpc (∼209 millions d'al). Cette valeur est à l'extérieur des valeurs de la distance de Hubble. Notons que c'est avec la valeur moyenne des mesures indépendantes, lorsqu'elles existent, que la base de données NASA/IPAC calcule le diamètre d'une galaxie et qu'en conséquence le diamètre de NGC 1567 pourrait être d'environ 56,0 kpc (∼183 000 al) si on utilisait la distance de Hubble pour le calculer.

## Paire de galaxies
Selon Soares et ses collègues, NGC 1567 et ESO 202-009 forment une paire de galaxies. La distance de Hubble d'ESO 202-009  est de 68,74 ± 5,03 (∼), ce qui est presque indentique à celle de NGC 1567 confirmant ainsi qu'il s'agit d'une paire réelle de galaxies.